# Tratwa (powieść)
Tratwa (tyt. oryg. Raft) – powieść fantastyczna autorstwa Stephena Baxtera wydana w 1991 roku. Jest pierwszą częścią z serii Xeelee Sequence.
Przykład podgatunku hard science fiction. Porównywana bywa do Cieplarni Briana Aldissa oraz Całkowych drzew Larry'ego Nivena. Była nominowana do C. Clarke Award w 1992 roku.

## Streszczenie utworu
Potomkowie ludzkości żyją we wszechświecie (nazywanym Mgławicą), w którym grawitacja jest miliard razy większa od tej, którą znamy. Gwiazdy znajdują się blisko siebie i gasną już w ciągu roku. Cywilizacja skupia się na trzech orbitach czarnej dziury. Na najbardziej wewnętrznej znajduje się mała planeta kościeni. Na kolejnej orbicie ludzie żyją na konstrukcji (nazywanej Pasem) otaczającej jądro wygasłej gwiazdy, z której pozyskują metal. Ta grupa jest nazywana górnikami. Na najbardziej zewnętrznej orbicie znajduje się tytułowa Tratwa. Jest ona zbudowana z pozostałości statku, którym ludzie przybyli w ten obszar. Jej mieszkańcy stanowią najbardziej różnorodną i liczną populację. Znajdują się na niej dystrybutory żywności.
Górnik Rees nielegalnie odbywa podróż na latającym drzewie pilotowanym przez Pallisa (któremu pomaga Gover) z Pasa do Tratwy. Zostaje tam przyjęty do grona naukowców. Po pewnym czasie na Tratwie wybucha rewolucja, w wyniku której Rees zostaje zesłany wraz z naukowcami na Pas, a następnie na planetę Kościeni. Ucieka z niej podczas polowania na "wieloryba", w którym wraca na Tratwę, gdzie przekonuje społeczność (pogrążoną w walkach) do opuszczenia ginącej Mgławicy. Podczas przygotowań okazuje się, że w podróż może wyruszyć tylko część ludzkości. Powoduje to niepokoje społeczne.
W starej Mgławicy pozostają między innymi: pilot drzewa Pallis ze swoją dawną miłością górniczką Sheen oraz jeden z przywódców rewolucji Decker. W podróż wyruszają między innymi: Rees, Quid (jeden z kościeni), Hollerbach (jeden ze starszych naukowców), który ginie w czasie podróży. Gdy docierają do nowej Mgławicy, spotykają istoty rozumne o czterech niebieskich, ludzkich oczach.